# Nácer Cosroes
Abu Muinadim Nácer ibne Cosroes ou Cosrau, comumente referido apenas como Nácer Cosroes ou Nácer Cosrau (em persa: ناصر خسرو; romaniz.: Nasir Khosraw) e também identificado pelo pseudônimo de Hujate, foi um poeta e viajante persa do século XI. Erudito versado, tinha domínio de inúmeras línguas e ciências diferentes e mesmo na leitura do Alcorão. Se sabe que fez inúmeras viagens pelo mundo islâmico de então.

## Nome
Osroes (em grego: Οσρόης, Osróēs) ou Cosroes (Χοσρόης, Chosróēs) é a variante grega e latina do parta e persa médio Cusrou (𐭇𐭅𐭎𐭓𐭅, Xusrōw) ou Cusrau (Xusraw), que por sua vez deriva do avéstico Haosraua (Haosrauuah), "aquele que tem boa fama". Foi registrado em armênio como Cosrove (Խոսրով, Xosrov), em árabe como Quisra (كسرى, Kisra) em persa novo como Cosrove (خسرو, Ḫosrow).

## Vida

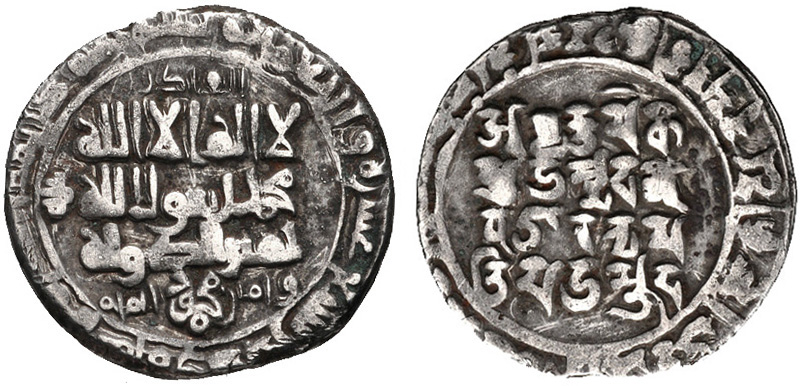
Dirrã de Mamude r.

Nácer nasceu em 1004 em Cobadiã, perto de Balque, no Coração. Era sunita, talvez da hanifita, e bem versado em todas as ciências naturais, medicina, matemática, astronomia e astrologia, filosofia grega e na interpretação do Alcorão. Estudou árabe, turco, grego, as línguas vernaculares da Índia e Sinde e talvez hebraico. Visitou Multã e Laore antes de partir a Gásni, a capital do Império Gasnévida, no tempo do sultão Mamude (r. 998–1030). Depois, residiu em Marve, onde era dono duma casa e jardim. Em 1045, trabalhou como o secretário financeiro e coletor de impostos do sultão seljúcida Tugril I (r. 1037–1063) ou seu irmão Jaguir Begue, o emir do Coração que conquistou Merve em 1037. Supostamente inspirado por uma revelação divina, decidiu abandonar os luxos da vida em sua terra e peregrinar (haje) para Meca e Medina, esperando assim solucionar suas dúvidas religiosas. Sua viagem de sete anos (1045–1052) foi registrada em seu Safarnama, que dá um panorama do mundo islâmico de meados do século XI. Nesse tempo, teria visitado Meca duas vezes, mas sentiu-se atraído pelo Cairo, capital do Califado Fatímida, onde se influenciou pela doutrina xiita. Em seu retorno ao Coração, dedicou-se somente à propagação do credo xiita, mas encontrou muita hostilidade e fanatismo, que obrigaram-o a fugir por volta de 1060 para Iangã, no Badaquexão, onde viveu as últimas décadas de sua vida como eremita e reuniu inúmeros seguidores que propagariam suas doutrinas.